# Нічний експрес (пошта)
«Нічний експрес» — приватне підприємство експрес-доставки вантажів територією України.
Ліцензія Міністерства транспорту і зв'язку України на здійснення вантажних перевезень АВ 496230 від 2 лютого 2009 року.

## Історія

Приклад заповнення накладної

Підприємство «Нічний експрес» розпочало свою діяльність у 2001 році. З часу заснування її мережа філій значно розширилась, так:
- на початок серпня 2010 року компанія мала 63 представництва на території України;
- на початку 2011 року «Нічний експрес» мав свої філії в 70 містах країни;
- на початку 2012 року — в 95 містах[3];
- середина 2012 — охоплює 99 міст;
- на початку 2013 — представництва у 101 місті країни[1][4].

## Послуги
Компанія займається терміновою доставко (експрес доставкою) дрібних і середніх партій вантажів.
Супутні послуги:
- доставка вантажів від 100 грам до 20 тонн;
- страхування вантажів на суму до 100 000 гривень, за замовчуванням ця сума становить 50 гривень;
- доставка вантажів за схемами «склад — склад», «двері — двері», «склад — двері», «двері — склад»;
- післяплата (накладений платіж)[7] та інші.

Види доставки:
- багажна служба (у містах з офісами підприємства);
- міжміська кур'єрська.